# KHYG-1
KHYG-1细胞是一种人类自然杀伤细胞（NK细胞）的细胞系，1997年分离自日本大阪的一位45岁的女性侵袭性自然杀伤细胞白血病病人。KHYG-1在细胞培养中24-48小时分裂一次，有白细胞介素-2的存在下可以连续生长18个月。

## 外部連結
- Cellosaurus entry for KHYG-1 （页面存档备份，存于）